# The Mobiles
The Mobiles waren eine englische New-Romantic- und New-Wave-Band, die in den 1980er Jahren in Eastbourne, East Sussex gegründet wurde. Ihre Hit–Single Drowning in Berlin erreichte 1982 Platz 9 der UK-Singles-Charts. Die Nachfolgesingle Amour Amour erreichte Platz Nr. 45 in den britischen Musik-Charts.
Die Bandmitglieder Anna Maria (Anna Garrett), Chris Downton, David Blundell, Eddie Smithson, John Smithson und Russell Madge kamen aus Hastings, Bexhill-on-Sea.
Da der Erfolg für die Band ausblieb, lösten sich The Mobiles 1984 wieder auf. Maria und Madge produzierten für RCA unter dem Namen The Avengers weiter Musik.
Der Gitarrist John Smithson arbeitete nach der Auflösung mit Paul Rodgers, Rod Stewart, Steve Lukather, Ken Hensley und Jason Bonham als Musiker zusammen.

## Diskografie

### Singles
- 1981: Drowning in Berlin / Tiptoe in Paradise (UK Nr. 9 – Rialto RIA 3)
- 1982: Amour Amour / Skeleton Dance (UK Nr. 45 – Rialto RIA 5, plus Beilage vier Mobiles Aufkleber)
- 1982: Partners in Fiction / Snow Man (Rialto RIA 10)
- 1982: You're Not Alone / Struth (Rialto MOB3, spezial Ausgabe, Mobiles 3er Pack)
- 1983: Build Me Up Buttercup / Don't Pay The Axeman (Rialto RIA 15)
- 1983: Fear / Longtime (Rialto RIA 20)
- 1984: Lost Without Your Love / Remember (MCA Panther Records PAN 10)

### Alben
- 1982: Drowning in Berlin (LP, Rialto – BLOB 1)
- 2006: Drowning in Berlin: The Best Of (CD, Cherry Red – CDM RED 309)[7]